# وی.پی. سینگ
وی. پی. سینگ (انگلیسی: V. P. Singh؛ زاده ۲۵ ژوئن ۱۹۳۱ – درگذشته ۲۷ نوامبر ۲۰۰۸) سیاست‌مدار اهل هند بود. وی هفتمین نخست‌وزیر هند از ۱۹۸۹ تا ۱۹۹۰ بود.